# Zaccaria Scolastico

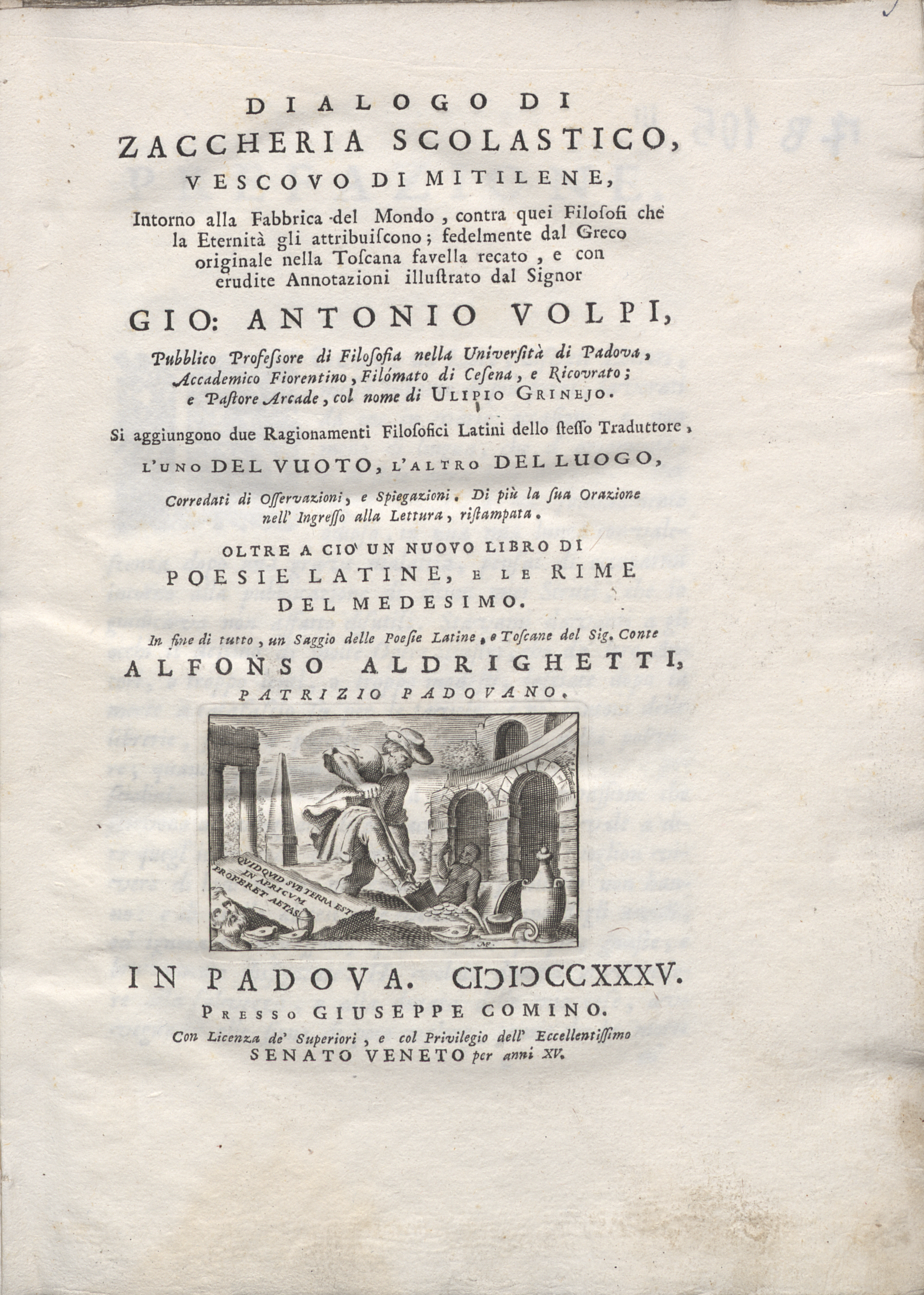
Ammonius

Zaccaria Scolastico, anche noto col nome di Zaccaria di Mitilene e Zaccaria retore (in latino Zacharias Scholasticus; 465 circa – dopo il 536), è stato un vescovo e storico bizantino.

## Biografia
Zaccaria era un retore di Gaza; la sua formazione in questa città, con i relativi spostamenti nelle scuole delle città vicine, da Alessandria a Beirut, lo collocano nell'ambito di quel gruppo di autori accomunati dalla comune appartenenza alla Scuola di Gaza. Tuttavia a differenza degli altri autori suoi contemporanei e concittadini, risiedette  a lungo a Costantinopoli, a partire dal 492 circa. Di lui è noto che fosse un monofisita.
Ad una data imprecisata successiva al 527, forse dopo essersi conformato alla fede del concilio di Calcedonia, fu fatto vescovo di Mitilene, e come tale è documentato tra i presenti al sinodo di Costantinopoli del 536 che condannò Severo di Antiochia. Già anziano, dovette morire poco dopo.

## Opere
- Cronaca siriaca
- Tra il 491 e il 518 scrisse una Storia ecclesiastica degli anni 450-491;
- tra il 511 e il 518 scrisse la Vita di Severo, biografia di Severo di Antiochia;[5]
- Rimangono frammenti della sua Disputa contro i manichei.